# Родинаули
Родинаули (груз. როდინაული) — село в Грузии, на территории Зестафонского муниципалитета края (мхаре) Имеретия.

## География
Село находится в западной части Грузии, к югу от реки Квирила, у северной границы Аджаметского заповедника, на расстоянии приблизительно 11 километров (по прямой) к западо-северо-западу от города Зестафони, административного центра муниципалитета. Абсолютная высота — 144 метра над уровнем моря.

## Население
По результатам официальной переписи населения 2014 года, в Родинаули проживало 728 человек (372 мужчины и 356 женщин). В национальной структуре населения грузины составляли 100 %.
| Год  | Население, человек |
| ---- | ------------------ |
| 2002 | 957                |
| 2014 | ↘ 728              |